# Jardín Botánico de la Universidad de Jyväskylä
El Jardín Botánico de la Universidad de Jyväskylä (en finés: Jyväskylän yliopiston kasvitieteellinen puutarha) es un jardín botánico que forma parte del museo de la Universidad de Jyväskylä, en su sección de Ciencias Naturales, sirviendo como unidad de conservación de las plantas que utilizan en investigación, y exhibición cara al público para incrementar la conciencia de conocimiento y respeto medioambiental. 
Su código de reconocimiento internacional como institución botánica (en el Botanical Gardens Conservation International BGCI), así como las siglas de su herbario es JYV.

## Localización
El jardín botánico se encuentra en el Campus de la universidad de Jyväskylä, a una altitud de 103 metros, con un promedio anual de precipitaciones de 600 mm.
Jyväskylän yliopiston kasvitieteellinen puutarha, Ihantolantie 5, FI-40014 Jyväskylä, Keski-Suomi, Suomen Tasavalta-Finlandia.
Planos y vistas satelitales.62°14′10.50″N 25°43′57.60″E / 62.2362500, 25.7326667

## Historia
El jardín botánico de la universidad de Jyväskylä fue creado a inicios de la década de 1880 cuando se construyeron los primeros edificios de la universidad, los de las Escuelas de Magisterio. El jardín que los rodeaba fue diseñado para ser la réplica finlandesa de un jardín paisajista inglés con sus colinas ondulantes, sus sendas en praderas despejadas y sus prados de hierba silvestre.
La Escuela de Educación de Jyväskylä (la antigua Escuela de Magisterio del Profesorado) fue ampliada en los años 50 con los nuevos edificios diseñados por Alvar Aalto. El parque de Aalto fue construido en el área que rodeaba los edificios nuevos. En los años 70 los edificios nuevos de la universidad fueron erigidos en el viejo parque y el viejo jardín paisajista inglés, fue destruido casi totalmente en este proceso.
El jardín botánico de la universidad de Jyväskylä contiene también los nuevos campus de la universidad. El parque de Mattilanniemi tiene un diseño representativo del estilo de los años 80 y la flora que alberga es la más conveniente para un ambiente urbano. En el parque de Ylistönrinne, sin embargo es la flora doméstica natural la que se utiliza en su ajardinamiento.

## Colecciones
Sus colecciones de plantas albergan plantas de Finlandia y del resto del mundo que sirven para ser utilizadas en las investigaciones que en la universidad se efectúan en diversos campos de las ciencias, y además sirven como exhibición cara al público para incrementar la conciencia de conocimiento y respeto medioambiental.
- En las instalaciones de la sección de Ciencias Naturales, también reciben los animales salvajes encontrados muertos y preparan muestras científicas de ellos. La sección tiene una colección con más de 150 000 muestras, siendo las más numerosas las de invertebrados, de plantas y musgos.